# Llista de topònims de Sant Esteve Sesrovires
Llista de topònims (noms propis de lloc) del municipi de Sant Esteve Sesrovires, al Baix Llobregat
Informació actualitzada per un bot. Els canvis manuals es perdran quan s'actualitzi!

## arbre singular
| imatge | Nom                               | Ubicat a               | instància de   | Detalls                        | coordenades | Protecció | Commons (més fotos) | Dades a WD                    |
| ------ | --------------------------------- | ---------------------- | -------------- | ------------------------------ | --- | --------- | ------------------- | ----------------------------- |
|        | alzina de ca n'Amat               | Sant Esteve Sesrovires | arbre singular |                                | 41° 30′ 23″ N, 1° 52′ 38″ E / 41.50631°N,1.87709°E ca:Ca n'Amat                                                                                           |           |                     | Modifica les dades a Wikidata |
|        | alzina de can Domènech            | Sant Esteve Sesrovires | arbre singular |                                | 41° 29′ 49″ N, 1° 52′ 58″ E / 41.49684°N,1.88267°E ca:Can Domènec                                                                                         |           |                     | Modifica les dades a Wikidata |
|        | alzina de can Llopet              | Sant Esteve Sesrovires | arbre singular | Taxon: alzina (Quercus ilex)   | 41° 29′ 09″ N, 1° 53′ 11″ E / 41.48571°N,1.8863°E ca:Can Llopet de Dalt                                                                                   |           |                     | Modifica les dades a Wikidata |
|        | olivera de la Rotonda             | Sant Esteve Sesrovires | arbre singular | Taxon: olivera (Olea europaea) | 41° 29′ 43″ N, 1° 52′ 27″ E / 41.49537°N,1.87413°E ca:Rotonda entre Av. Francesc Macià, c. Josep Fusalba, Av. Josep Llobet i Bonastre i Camí Can Bonastre |           |                     | Modifica les dades a Wikidata |
|        | oliveres de l'avinguda Vallserrat | Sant Esteve Sesrovires | arbre singular |                                | 41° 29′ 54″ N, 1° 52′ 08″ E / 41.4983°N,1.86889°E ca:Av. Vallserrat davant la Plaça de la Vinya del Forn.                                                 |           |                     | Modifica les dades a Wikidata |
|        | roure de can Serra                | Sant Esteve Sesrovires | arbre singular |                                | 41° 29′ 52″ N, 1° 52′ 52″ E / 41.49782°N,1.88104°E ca:Can Serra, camí de Ca n'Amat a Sant Esteve Sesrovires, s/n                                          |           |                     | Modifica les dades a Wikidata |

## bosc
| imatge | Nom                  | Ubicat a               | instància de | Detalls | coordenades | Protecció | Commons (més fotos) | Dades a WD                    |
| ------ | -------------------- | ---------------------- | ------------ | ------- | --- | --------- | ------------------- | ----------------------------- |
|        | Bosc de can Margarit | Sant Esteve Sesrovires | bosc         |         | 41° 28′ 25″ N, 1° 52′ 39″ E / 41.47367°N,1.87753°E ca:Can Margarit                                                                              |           |                     | Modifica les dades a Wikidata |
|        | bosc del Mas Xaparro | Sant Esteve Sesrovires | bosc         |         | 41° 27′ 49″ N, 1° 52′ 29″ E / 41.46365°N,1.87467°E ca:Entre el torrent de Can Bargalló i el camí de Can Bargalló, davant els camps del Rogelio. |           |                     | Modifica les dades a Wikidata |

## casa
| imatge | Nom                                          | Ubicat a               | instància de | Detalls                             | coordenades                                                                              | Protecció                                  | Commons (més fotos)                          | Dades a WD                    |
| ------ | -------------------------------------------- | ---------------------- | ------------ | ----------------------------------- | ---------------------------------------------------------------------------------------- | ------------------------------------------ | -------------------------------------------- | ----------------------------- |
|        | Can Bargalló                                 | Sant Esteve Sesrovires | casa masia   | 19th century Estat: bon estat       | 41° 27′ 30″ N, 1° 52′ 55″ E / 41.45834°N,1.88184°E ca:Camí de Can Bargalló al Maset.     |                                            | Can Bargalló                                 | Modifica les dades a Wikidata |
|        | Can Canals Nubiola                           | Sant Esteve Sesrovires | casa         | Estil: arquitectura eclèctica 1863  | 41° 29′ 35″ N, 1° 52′ 27″ E / 41.492967°N,1.8742579°E ca:Carrer Major, núm. 6            | bé integrant del patrimoni cultural català | Can Canals Nubiola (Sant Esteve Sesrovires)  | Modifica les dades a Wikidata |
|        | Can Farràs                                   | Sant Esteve Sesrovires | casa         | Estil: arquitectura eclèctica 1909  | 41° 29′ 36″ N, 1° 52′ 28″ E / 41.4932201°N,1.8743494°E ca:Carrer Major, núm. 8-10        | bé integrant del patrimoni cultural català | Can Farràs (Sant Esteve Sesrovires)          | Modifica les dades a Wikidata |
|        | Casa d'Esteve Julià                          | Sant Esteve Sesrovires | casa         | Estil: arquitectura modernista 1921 | 41° 29′ 38″ N, 1° 52′ 19″ E / 41.493888888889°N,1.8719444444444°E ca:Carrer Sant Joan, 9 | bé integrant del patrimoni cultural català | Casa d'Esteve Julià (Sant Esteve Sesrovires) | Modifica les dades a Wikidata |
|        | habitatge al carrer Germans Bac, 22          | Sant Esteve Sesrovires | casa         |                                     | 41° 29′ 41″ N, 1° 52′ 19″ E / 41.494737°N,1.871963°E ca:Carrer Germans Bach, núm. 22     | bé integrant del patrimoni cultural català | Habitatge al carrer Germans Bac, 22          | Modifica les dades a Wikidata |
|        | habitatge al carrer Germans Bac, abans 40-44 | Sant Esteve Sesrovires | casa         | Estil: arquitectura popular         | 41° 29′ 42″ N, 1° 52′ 17″ E / 41.49504°N,1.87127°E                                       | bé integrant del patrimoni cultural català | Habitatge al carrer Germans Bac, 40-44       | Modifica les dades a Wikidata |

## creu de terme
| imatge | Nom                                   | Ubicat a               | instància de  | Detalls | coordenades                                                                                 | Protecció                                  | Commons (més fotos)                   | Dades a WD                    |
| ------ | ------------------------------------- | ---------------------- | ------------- | ------- | ------------------------------------------------------------------------------------------- | ------------------------------------------ | ------------------------------------- | ----------------------------- |
|        | creu de terme del camí del Cementiri  | Sant Esteve Sesrovires | creu de terme |         | 41° 29′ 27″ N, 1° 52′ 41″ E / 41.49095°N,1.87802°E ca:Camí del cementiri o de Can Prats s/n | bé integrant del patrimoni cultural català | Creu de terme de camí del Cementiri   | Modifica les dades a Wikidata |
|        | creu de terme del carrer Germans Bach | Sant Esteve Sesrovires | creu de terme |         | 41° 29′ 44″ N, 1° 52′ 14″ E / 41.4955°N,1.87051°E ca:Passeig de les Oliveres, s/n           |                                            | Creu de terme del carrer Germans Bach | Modifica les dades a Wikidata |

## curs d'aigua
| imatge | Nom                    | Ubicat a                                | instància de | Detalls                                        | coordenades                                            | Protecció | Commons (més fotos) | Dades a WD                    |
| ------ | ---------------------- | --------------------------------------- | ------------ | ---------------------------------------------- | ------------------------------------------------------ | --------- | ------------------- | ----------------------------- |
|        | Anoia                  | Anoia Baix Llobregat Alt Penedès        | curs d'aigua | Desemboca: Llobregat Llarg: 64km Conca: 929km² | 41° 28′ 43″ N, 1° 56′ 06″ E / 41.4785217°N,1.9351196°E |           | Anoia River         | Modifica les dades a Wikidata |
|        | torrent de Can Noguera | Abrera Sant Esteve Sesrovires Martorell | curs d'aigua | Desemboca: Llobregat Llarg: 5.5km              | 41° 30′ 27″ N, 1° 52′ 07″ E / 41.5074°N,1.8687°E       |           |                     | Modifica les dades a Wikidata |

## edifici
| imatge | Nom                                                   | Ubicat a               | instància de            | Detalls                                                             | coordenades | Protecció                                  | Commons (més fotos)              | Dades a WD                    |
| ------ | ----------------------------------------------------- | ---------------------- | ----------------------- | ------------------------------------------------------------------- | --- | ------------------------------------------ | -------------------------------- | ----------------------------- |
|        | Bodegues Roger Goulart                                | Sant Esteve Sesrovires | edifici                 | Arquitecte: Ignasi Mas i Morell Estil: arquitectura modernista 1920 | 41° 29′ 34″ N, 1° 52′ 28″ E / 41.492777777778°N,1.8744444444444°E ca:Carrer de Martorell                                                                                     | bé integrant del patrimoni cultural català | Caves Roger Goulart              | Modifica les dades a Wikidata |
|        | Can Fonso                                             | Sant Esteve Sesrovires | edifici                 | Estil: arquitectura popular Estat: enderrocat o destruït            | | bé integrant del patrimoni cultural català |                                  | Modifica les dades a Wikidata |
|        | Casino                                                | Sant Esteve Sesrovires | edifici                 | Estil: arquitectura eclèctica 1923                                  | 41° 29′ 37″ N, 1° 52′ 19″ E / 41.493628°N,1.8718505°E ca:Sant Joan, 1 | bé integrant del patrimoni cultural català | Casino de Sant Esteve Sesrovires | Modifica les dades a Wikidata |
|        | Caves Roger Goulart -Antigues Caves Canals i Nubiola- | Sant Esteve Sesrovires | edifici                 | 1860                                                                | 41° 29′ 34″ N, 1° 52′ 28″ E / 41.49276°N,1.87458°E ca:Carrer Major, núm. 4                                                                                                   |                                            |                                  | Modifica les dades a Wikidata |
|        | Escola antiga                                         | Sant Esteve Sesrovires | edifici edifici escolar | 1934                                                                | 41° 29′ 36″ N, 1° 52′ 19″ E / 41.49331°N,1.87187°E 41° 29′ 35″ N, 1° 52′ 18″ E / 41.49310302734375°N,1.8717912435531616°E ca:Carrer Dr. Pau Costas, 51 ca:Dr. Pau Costas, 51 |                                            |                                  | Modifica les dades a Wikidata |
|        | Habitatge, carrer Germans Bach, 42                    | Sant Esteve Sesrovires | edifici                 | 19th century                                                        | 41° 29′ 42″ N, 1° 52′ 17″ E / 41.49496°N,1.87152°E ca:Carrer Germans Bach, núm. 42                                                                                           |                                            |                                  | Modifica les dades a Wikidata |
|        | Habitatge, carrer Germans Bach, 46                    | Sant Esteve Sesrovires | edifici                 | 19th century                                                        | 41° 29′ 42″ N, 1° 52′ 17″ E / 41.49504°N,1.87145°E ca:Carrer Germans Bach, 46                                                                                                |                                            |                                  | Modifica les dades a Wikidata |
|        | Habitatge, plaça Dr. Tarrés, 4 -Antic Sindicat-       | Sant Esteve Sesrovires | edifici                 | 20th century                                                        | 41° 29′ 37″ N, 1° 52′ 26″ E / 41.49365°N,1.87395°E ca:Plaça del Doctor Tarrés, núm. 4.                                                                                       |                                            |                                  | Modifica les dades a Wikidata |
|        | Habitatges, carrer Germans Bach, 38-40                | Sant Esteve Sesrovires | edifici                 | 19th century                                                        | 41° 29′ 42″ N, 1° 52′ 18″ E / 41.49491°N,1.87159°E ca:Carrer Germans Bach, núms. 38-40                                                                                       |                                            |                                  | Modifica les dades a Wikidata |

## edifici públic
| imatge | Nom                        | Ubicat a               | instància de           | Detalls | coordenades                                                                                            | Protecció | Commons (més fotos) | Dades a WD                    |
| ------ | -------------------------- | ---------------------- | ---------------------- | ------- | --- | --------- | ------------------- | ----------------------------- |
|        | Complex Esportiu Municipal | Sant Esteve Sesrovires | edifici públic         |         | 41° 29′ 45″ N, 1° 52′ 24″ E / 41.49573516845703°N,1.8731989860534668°E ca:Josep Fulsalba Xic Mateu     |           |                     | Modifica les dades a Wikidata |
|        | Edifici Sputnik            | Sant Esteve Sesrovires | edifici públic edifici | 1994    | 41° 29′ 36″ N, 1° 52′ 19″ E / 41.4932975769043°N,1.8720778226852417°E ca:Carrer del Dr. Pau Costas, 49 |           |                     | Modifica les dades a Wikidata |

## element arquitectònic
| imatge | Nom                                                                | Ubicat a               | instància de          | Detalls      | coordenades                                                                                              | Protecció | Commons (més fotos) | Dades a WD                    |
| ------ | ------------------------------------------------------------------ | ---------------------- | --------------------- | ------------ | --- | --------- | ------------------- | ----------------------------- |
|        | Façana, carrer Germans Bach, 35                                    | Sant Esteve Sesrovires | element arquitectònic | 19th century | 41° 29′ 41″ N, 1° 52′ 17″ E / 41.49486°N,1.87149°E ca:Carrer Germans Bach, núm. 35.                      |           |                     | Modifica les dades a Wikidata |
|        | Façana, carrer Serafí Julià, 8                                     | Sant Esteve Sesrovires | element arquitectònic | 19th century | 41° 29′ 37″ N, 1° 52′ 24″ E / 41.4937°N,1.87345°E ca:Carrer Serafí Julià, núm. 8                         |           |                     | Modifica les dades a Wikidata |
|        | Obrador de cal Ferrer                                              | Sant Esteve Sesrovires | element arquitectònic |              | 41° 29′ 39″ N, 1° 52′ 23″ E / 41.49409°N,1.87294°E ca:Carrer de Serafí Julià, núm. 32.                   |           |                     | Modifica les dades a Wikidata |
|        | Portal d'entrada a can Serra                                       | Sant Esteve Sesrovires | element arquitectònic | 2010         | 41° 29′ 52″ N, 1° 52′ 53″ E / 41.49781°N,1.88144°E ca:'Can Serra'. Camí de Can Serra.                    |           |                     | Modifica les dades a Wikidata |
|        | Pous d'extracció de material a les antigues Caves Canals i Nubiola | Sant Esteve Sesrovires | element arquitectònic | 1890         | 41° 29′ 34″ N, 1° 52′ 28″ E / 41.49288°N,1.87456°E ca:Carrer Major, núm. 4                               |           |                     | Modifica les dades a Wikidata |
|        | Relleu de Sant Jordi                                               | Sant Esteve Sesrovires | element arquitectònic | 20th century | 41° 29′ 35″ N, 1° 52′ 30″ E / 41.49314°N,1.87498°E ca:Carrer Major, núm. 8-10                            |           |                     | Modifica les dades a Wikidata |
|        | Sobreixidor de la mina de Vallserrat                               | Sant Esteve Sesrovires | element arquitectònic | 19th century | 41° 29′ 56″ N, 1° 52′ 08″ E / 41.49896°N,1.86879°E ca:Avinguda de Vallserrat cantonada carrer del Trèvol |           |                     | Modifica les dades a Wikidata |

## entitat singular de població
| imatge | Nom                    | Ubicat a               | instància de                                                                   | Detalls                                         | coordenades                                                                                     | Protecció | Commons (més fotos) | Dades a WD                    |
| ------ | ---------------------- | ---------------------- | ------------------------------------------------------------------------------ | ----------------------------------------------- | ----------------------------------------------------------------------------------------------- | --------- | ------------------- | ----------------------------- |
|        | Ca n'Amat              | Sant Esteve Sesrovires | entitat singular de població                                                   | 1473 hab                                        | 41° 30′ 46″ N, 1° 53′ 08″ E / 41.5129°N,1.88559°E 161 msnm                                      |           |                     | Modifica les dades a Wikidata |
|        | Can Bargalló           | Sant Esteve Sesrovires | entitat singular de població                                                   | 18th century 203 hab Anomenat per: Can Bargalló | 41° 27′ 40″ N, 1° 52′ 28″ E / 41.461045°N,1.874527°E ca:Camí de Can Bargalló 83 msnm            |           |                     | Modifica les dades a Wikidata |
|        | Can Margarit           | Sant Esteve Sesrovires | entitat singular de població                                                   | 19th century 0 hab                              | 41° 28′ 23″ N, 1° 52′ 49″ E / 41.47304765°N,1.88034477°E ca:Camí de Can Bargalló 183 msnm       |           |                     | Modifica les dades a Wikidata |
|        | Can Prats              | Sant Esteve Sesrovires | entitat singular de població                                                   | 18th century 38 hab                             | 41° 29′ 04″ N, 1° 53′ 22″ E / 41.484465°N,1.889317°E ca:Camí de Can Prats. 140 msnm             |           |                     | Modifica les dades a Wikidata |
|        | Masia Bac              | Sant Esteve Sesrovires | entitat singular de població                                                   | 451 hab                                         | 41° 29′ 42″ N, 1° 50′ 40″ E / 41.49509515°N,1.8445087°E 245 msnm                                |           |                     | Modifica les dades a Wikidata |
|        | Pou del Merli          | Sant Esteve Sesrovires | entitat singular de població                                                   | 136 hab                                         | 41° 28′ 29″ N, 1° 54′ 11″ E / 41.47478807°N,1.90299849°E ca:Carretera B-224, km 25,250 129 msnm |           |                     | Modifica les dades a Wikidata |
|        | Sant Esteve Sesrovires | Sant Esteve Sesrovires | entitat singular de població capital municipal ens local històric de Catalunya | 3130 hab                                        | 41° 29′ 36″ N, 1° 52′ 28″ E / 41.49324689°N,1.874316012°E 170 msnm                              |           |                     | Modifica les dades a Wikidata |
|        | Vallserrat             | Sant Esteve Sesrovires | entitat singular de població                                                   | 2387 hab                                        | 41° 30′ 01″ N, 1° 52′ 26″ E / 41.500204079434°N,1.8738462687726°E 191 msnm                      |           |                     | Modifica les dades a Wikidata |
|        | Vinyes del Turó        | Sant Esteve Sesrovires | entitat singular de població                                                   | 221 hab                                         | 41° 29′ 56″ N, 1° 50′ 23″ E / 41.49900277°N,1.839627673°E 169 msnm                              |           |                     | Modifica les dades a Wikidata |

## eremitori
| imatge | Nom                              | Ubicat a               | instància de | Detalls | coordenades                                            | Protecció                                  | Commons (més fotos) | Dades a WD                    |
| ------ | -------------------------------- | ---------------------- | ------------ | ------- | ------------------------------------------------------ | ------------------------------------------ | ------------------- | ----------------------------- |
|        | Eremitori del Pou del Merli (I)  | Sant Esteve Sesrovires | eremitori    |         | 41° 28′ 21″ N, 1° 53′ 58″ E / 41.4725126°N,1.8994739°E | bé integrant del patrimoni cultural català |                     | Modifica les dades a Wikidata |
|        | Eremitori del Pou del Merli (II) | Sant Esteve Sesrovires | eremitori    |         | 41° 28′ 24″ N, 1° 53′ 56″ E / 41.4734355°N,1.8989673°E | bé integrant del patrimoni cultural català |                     | Modifica les dades a Wikidata |

## esgrafiat
| imatge | Nom                                                 | Ubicat a               | instància de                    | Detalls | coordenades                                                                            | Protecció | Commons (més fotos) | Dades a WD                    |
| ------ | --------------------------------------------------- | ---------------------- | ------------------------------- | ------- | -------------------------------------------------------------------------------------- | --------- | ------------------- | ----------------------------- |
|        | Esgrafiat de Façana, carrer Serafí Julià, 10        | Sant Esteve Sesrovires | esgrafiat element arquitectònic |         | 41° 29′ 37″ N, 1° 52′ 24″ E / 41.49371°N,1.87339°E ca:Carrer Serafí Julià, 10          |           |                     | Modifica les dades a Wikidata |
|        | Esgrafiat de façana, carrer Anselm Clavé, 14        | Sant Esteve Sesrovires | esgrafiat element arquitectònic | 1987    | 41° 29′ 37″ N, 1° 52′ 21″ E / 41.49372°N,1.87256°E ca:Carrer Anselm Clavé, núm. 14     |           |                     | Modifica les dades a Wikidata |
|        | Esgrafiat de façana, carrer Dr. Pau Costas, núm. 13 | Sant Esteve Sesrovires | esgrafiat element arquitectònic | 1993    | 41° 29′ 35″ N, 1° 52′ 24″ E / 41.49293°N,1.87326°E ca:Carrer Dr. Pau Costas, núm. 13   |           |                     | Modifica les dades a Wikidata |
|        | Esgrafiat de façana, carrer Dr. Pau Costas, núm. 15 | Sant Esteve Sesrovires | esgrafiat element arquitectònic | 1999    | 41° 29′ 35″ N, 1° 52′ 23″ E / 41.49296°N,1.87319°E ca:Carrer Dr. Pau Costas, núm. 15   |           |                     | Modifica les dades a Wikidata |
|        | Esgrafiat de façana, carrer Serafí Julià, 32        | Sant Esteve Sesrovires | esgrafiat element arquitectònic | 2007    | 41° 29′ 39″ N, 1° 52′ 22″ E / 41.49405°N,1.87289°E ca:Carrer de Serafí Julià, núm. 32. |           |                     | Modifica les dades a Wikidata |

## font
| imatge | Nom                                          | Ubicat a               | instància de | Detalls                                  | coordenades | Protecció | Commons (més fotos) | Dades a WD                    |
| ------ | -------------------------------------------- | ---------------------- | ------------ | ---------------------------------------- | --- | --------- | ------------------- | ----------------------------- |
|        | Basament Antiga Font 1 -Parc de les Bruixes- | Sant Esteve Sesrovires | font         | 20th century                             | 41° 29′ 52″ N, 1° 52′ 01″ E / 41.49779°N,1.86702°E ca:Parc Canals i Nubiola                                              |           |                     | Modifica les dades a Wikidata |
|        | Basament Antiga Font 3 -Plaça de la Coma-    | Sant Esteve Sesrovires | font         | 20th century                             | 41° 29′ 47″ N, 1° 52′ 10″ E / 41.49638°N,1.8695°E ca:Plaça de la Coma                                                    |           |                     | Modifica les dades a Wikidata |
|        | font de l'Aspirina                           | Sant Esteve Sesrovires | font         | 20th century                             | 41° 30′ 28″ N, 1° 52′ 44″ E / 41.5077°N,1.87902°E ca:Ca n'Amat. Entrada al Parc del Llac                                 |           |                     | Modifica les dades a Wikidata |
|        | font de la plaça de la Coma                  | Sant Esteve Sesrovires | font         | Estil: arquitectura popular 20th century | 41° 29′ 47″ N, 1° 52′ 11″ E / 41.49629°N,1.86967°E ca:Plaça de la Coma                                                   |           |                     | Modifica les dades a Wikidata |
|        | font de les Granotes o font de la Coma       | Sant Esteve Sesrovires | font         | 20th century                             | 41° 29′ 50″ N, 1° 51′ 59″ E / 41.49715°N,1.86651°E ca:Parc Canals i Nubiola                                              |           |                     | Modifica les dades a Wikidata |
|        | font del Capellà o font del Rector           | Sant Esteve Sesrovires | font         | 20th century                             | 41° 29′ 33″ N, 1° 52′ 49″ E / 41.49238°N,1.88022°E ca:Riba dreta del torrent de Ca n'Estella.                            |           |                     | Modifica les dades a Wikidata |
|        | font del camí de l'Estació a Vallserrat      | Sant Esteve Sesrovires | font         | 20th century                             | 41° 29′ 59″ N, 1° 52′ 05″ E / 41.49962°N,1.86792°E ca:Avinguda Vallserrat al davant de la parada bus Vallserrat-Mirador. |           |                     | Modifica les dades a Wikidata |
|        | font del torrent de l'Afilador               | Sant Esteve Sesrovires | font         |                                          | 41° 29′ 50″ N, 1° 51′ 59″ E / 41.49711°N,1.86642°E ca:Parc Canals i Nubiola                                              |           |                     | Modifica les dades a Wikidata |

## jardí públic
| imatge | Nom                     | Ubicat a               | instància de | Detalls      | coordenades                                                                   | Protecció | Commons (més fotos) | Dades a WD                    |
| ------ | ----------------------- | ---------------------- | ------------ | ------------ | ----------------------------------------------------------------------------- | --------- | ------------------- | ----------------------------- |
|        | Jardins de l'Ajuntament | Sant Esteve Sesrovires | jardí públic | 20th century | 41° 29′ 35″ N, 1° 52′ 30″ E / 41.49304°N,1.87487°E ca:Carrer Major, núm. 8-10 |           |                     | Modifica les dades a Wikidata |
|        | Parc de les Bruixes     | Sant Esteve Sesrovires | jardí públic | 20th century | 41° 29′ 52″ N, 1° 52′ 01″ E / 41.49767°N,1.86699°E ca:Parc Canals i Nubiola.  |           |                     | Modifica les dades a Wikidata |

## masia
| imatge | Nom                   | Ubicat a               | instància de | Detalls                                                | coordenades | Protecció                                  | Commons (més fotos)                   | Dades a WD                    |
| ------ | --------------------- | ---------------------- | ------------ | ------------------------------------------------------ | --- | ------------------------------------------ | ------------------------------------- | ----------------------------- |
|        | Ca n'Amat             | Sant Esteve Sesrovires | masia        | Estil: arquitectura eclèctica 1889                     | 41° 30′ 25″ N, 1° 52′ 34″ E / 41.506884°N,1.8761976°E ca:Urbanització Ca n'Amat s/n                                               | bé integrant del patrimoni cultural català | Ca n'Amat (Sant Esteve Sesrovires)    | Modifica les dades a Wikidata |
|        | Ca n'Estella          | Sant Esteve Sesrovires | masia        |                                                        | 41° 29′ 32″ N, 1° 53′ 19″ E / 41.4923576593582°N,1.88854189654947°E ca:Mas Can Estella                                            |                                            |                                       | Modifica les dades a Wikidata |
|        | Cal Fonso             | Sant Esteve Sesrovires | masia        | 18th century                                           | 41° 29′ 04″ N, 1° 52′ 27″ E / 41.48446°N,1.87429°E ca:Sobre el Polígon Industrial de Sesrovires.                                  |                                            |                                       | Modifica les dades a Wikidata |
|        | Can Domènech          | Sant Esteve Sesrovires | masia        | Estil: arquitectura popular                            | 41° 29′ 48″ N, 1° 52′ 56″ E / 41.496626°N,1.882359°E ca:Camí de Can Domènech                                                      | bé cultural d'interès local                | Can Domènech                          | Modifica les dades a Wikidata |
|        | Can Duran             | Sant Esteve Sesrovires | masia        |                                                        | 41° 28′ 08″ N, 1° 52′ 48″ E / 41.4689179739393°N,1.87990095481413°E                                                               |                                            |                                       | Modifica les dades a Wikidata |
|        | Can Gros              | Sant Esteve Sesrovires | masia        | Estil: historicisme arquitectònic 17th century         | 41° 28′ 31″ N, 1° 52′ 28″ E / 41.475144°N,1.874315°E ca:Polígon industrial Anoia. Comerç                                          | bé integrant del patrimoni cultural català | Can Gros (Sant Esteve Sesrovires)     | Modifica les dades a Wikidata |
|        | Can Joan              | Sant Esteve Sesrovires | masia        |                                                        | 41° 29′ 24″ N, 1° 50′ 34″ E / 41.4899615172969°N,1.84285806525576°E                                                               |                                            |                                       | Modifica les dades a Wikidata |
|        | Can Julià de la Riera | Sant Esteve Sesrovires | masia        | Estil: arquitectura modernista 17th century            | 41° 29′ 13″ N, 1° 52′ 15″ E / 41.486862°N,1.87077°E ca:Carretera de Sant Esteve                                                   | bé integrant del patrimoni cultural català | Can Julià de la Riera                 | Modifica les dades a Wikidata |
|        | Can Llopet de Baix    | Sant Esteve Sesrovires | masia        |                                                        | 41° 29′ 14″ N, 1° 53′ 11″ E / 41.487157°N,1.886382°E ca:Camí de Can Prats                                                         |                                            |                                       | Modifica les dades a Wikidata |
|        | Can Llopet de Dalt    | Sant Esteve Sesrovires | masia        |                                                        | 41° 29′ 10″ N, 1° 53′ 13″ E / 41.486049°N,1.886808°E ca:Can Llopet de Dalt, 2                                                     |                                            | Can Llopet de Dalt                    | Modifica les dades a Wikidata |
|        | Can Margarit          | Sant Esteve Sesrovires | masia        | Estil: arquitectura popular                            | 41° 28′ 23″ N, 1° 52′ 49″ E / 41.473164°N,1.88018°E ca:Crtra. de Martorell a Capellades, Km. 23 160 msnm                          | bé integrant del patrimoni cultural català | Can Margarit (Sant Esteve Sesrovires) | Modifica les dades a Wikidata |
|        | Can Mercader          | Sant Esteve Sesrovires | masia        | 1511                                                   | 41° 30′ 15″ N, 1° 51′ 26″ E / 41.5040493291848°N,1.85732095598546°E ca:Carrer Àngel Guimerà, 2-4                                  |                                            |                                       | Modifica les dades a Wikidata |
|        | Can Pau Pere          | Sant Esteve Sesrovires | masia        |                                                        | 41° 28′ 56″ N, 1° 53′ 06″ E / 41.482297808713°N,1.8849363377374°E                                                                 |                                            |                                       | Modifica les dades a Wikidata |
|        | Can Poc               | Sant Esteve Sesrovires | masia        |                                                        | 41° 29′ 39″ N, 1° 51′ 26″ E / 41.49418°N,1.85728°E ca:Carretera que va des de Vallserrat a la B-224, passant pel Club de Golf.    |                                            |                                       | Modifica les dades a Wikidata |
|        | Can Serra             | Sant Esteve Sesrovires | masia        | 2010                                                   | 41° 29′ 53″ N, 1° 52′ 51″ E / 41.497976229775°N,1.88090994878009°E ca:Camí de Can Serra                                           |                                            |                                       | Modifica les dades a Wikidata |
|        | Can Sitges            | Sant Esteve Sesrovires | masia        |                                                        | 41° 29′ 52″ N, 1° 51′ 35″ E / 41.4978679702381°N,1.85980180445473°E ca:Carrer de Mestral a Vallserrat.                            |                                            |                                       | Modifica les dades a Wikidata |
|        | Can Tovelleta         | Sant Esteve Sesrovires | masia        | 20th century                                           | 41° 30′ 23″ N, 1° 52′ 13″ E / 41.506472756134°N,1.8701429826223°E ca:Camí de ca n'Amat a Sant Esteve Sesrovires per Can Tovelleta |                                            |                                       | Modifica les dades a Wikidata |
|        | Mas de la Serra       | Sant Esteve Sesrovires | masia        |                                                        | 41° 29′ 30″ N, 1° 50′ 39″ E / 41.4916406871911°N,1.84413395088449°E                                                               |                                            |                                       | Modifica les dades a Wikidata |
|        | Maset d'en Margarit   | Sant Esteve Sesrovires | masia        |                                                        | 41° 28′ 03″ N, 1° 54′ 11″ E / 41.4674396186973°N,1.90314614729549°E                                                               |                                            |                                       | Modifica les dades a Wikidata |
|        | Masia i cellers Bach  | Sant Esteve Sesrovires | masia celler | Arquitecte: Josep Sala i Comas Estil: noucentisme 1915 | 41° 29′ 20″ N, 1° 51′ 08″ E / 41.48899°N,1.852166°E ca:Carretera de Martorell a Capellades (B-224), km 20,5                       | bé integrant del patrimoni cultural català | Masia Bach                            | Modifica les dades a Wikidata |
|        | el Maset              | Sant Esteve Sesrovires | masia        |                                                        | 41° 27′ 54″ N, 1° 53′ 38″ E / 41.4650083193475°N,1.89381096018714°E ca:Camí de Can Bargalló al Maset                              |                                            | El Maset (Sant Esteve Sesrovires)     | Modifica les dades a Wikidata |
|        | la Mata               | Sant Esteve Sesrovires | masia        |                                                        | 41° 28′ 25″ N, 1° 53′ 24″ E / 41.4735823484877°N,1.88997650498586°E                                                               |                                            |                                       | Modifica les dades a Wikidata |

## muntanya
| imatge | Nom               | Ubicat a               | instància de | Detalls | coordenades                                                         | Protecció | Commons (més fotos) | Dades a WD                    |
| ------ | ----------------- | ---------------------- | ------------ | ------- | ------------------------------------------------------------------- | --------- | ------------------- | ----------------------------- |
|        | Turó de Cal Fonso | Sant Esteve Sesrovires | muntanya     |         | 41° 29′ 02″ N, 1° 52′ 26″ E / 41.4839°N,1.87401°E 184 msnm          |           |                     | Modifica les dades a Wikidata |
|        | Turó de l'Àguila  | Sant Esteve Sesrovires | muntanya     |         | 41° 29′ 05″ N, 1° 53′ 07″ E / 41.48477639°N,1.88539694°E 158.9 msnm |           |                     | Modifica les dades a Wikidata |
|        | Turó del Campaner | Sant Esteve Sesrovires | muntanya     |         | 41° 29′ 42″ N, 1° 52′ 53″ E / 41.4951°N,1.88133°E 180.9 msnm        |           |                     | Modifica les dades a Wikidata |

## obra escultòrica
| imatge | Nom                          | Ubicat a               | instància de              | Detalls | coordenades                                                                                     | Protecció | Commons (més fotos) | Dades a WD                    |
| ------ | ---------------------------- | ---------------------- | ------------------------- | ------- | ----------------------------------------------------------------------------------------------- | --------- | ------------------- | ----------------------------- |
|        | Escultura 'Cal·liope'        | Sant Esteve Sesrovires | obra escultòrica          | 1989    | 41° 29′ 35″ N, 1° 52′ 30″ E / 41.49316°N,1.87492°E ca:Carrer Major, núm. 8-10                   |           |                     | Modifica les dades a Wikidata |
|        | Escultura 'La Llibertat'     | Sant Esteve Sesrovires | obra escultòrica monument | 2003    | 41° 29′ 36″ N, 1° 52′ 28″ E / 41.493316650390625°N,1.8743749856948853°E ca:Carrer Major, núm. 8 |           |                     | Modifica les dades a Wikidata |
|        | Escultura 'Onze de Setembre' | Sant Esteve Sesrovires | obra escultòrica          | 2008    | 41° 29′ 47″ N, 1° 52′ 10″ E / 41.4965°N,1.86934°E ca:Plaça de la Coma                           |           |                     | Modifica les dades a Wikidata |
|        | Escultura 'Peix de Colors'   | Sant Esteve Sesrovires | obra escultòrica          | 1990    | 41° 29′ 35″ N, 1° 52′ 29″ E / 41.49308°N,1.87475°E ca:Carrer Major, núm. 8-10                   |           |                     | Modifica les dades a Wikidata |
|        | Escultura 'Vida'             | Sant Esteve Sesrovires | obra escultòrica          | 2010    | 41° 29′ 51″ N, 1° 52′ 50″ E / 41.49757°N,1.88067°E ca:'Can Serra'. Camí de Can Serra            |           |                     | Modifica les dades a Wikidata |

## polígon industrial
| imatge | Nom                              | Ubicat a               | instància de       | Detalls | coordenades                                                         | Protecció | Commons (més fotos) | Dades a WD                    |
| ------ | -------------------------------- | ---------------------- | ------------------ | ------- | ------------------------------------------------------------------- | --------- | ------------------- | ----------------------------- |
|        | Polígon industrial Anoia         | Sant Esteve Sesrovires | polígon industrial |         | 41° 28′ 39″ N, 1° 52′ 40″ E / 41.4774440195428°N,1.87765818929665°E |           |                     | Modifica les dades a Wikidata |
|        | Polígon industrial Ca n'Estella  | Sant Esteve Sesrovires | polígon industrial |         | 41° 30′ 00″ N, 1° 53′ 18″ E / 41.5001378261334°N,1.88832499771005°E |           |                     | Modifica les dades a Wikidata |
|        | Polígon industrial Can Margarit  | Sant Esteve Sesrovires | polígon industrial |         | 41° 28′ 06″ N, 1° 52′ 37″ E / 41.4683221215567°N,1.87698924596255°E |           |                     | Modifica les dades a Wikidata |
|        | Polígon industrial Serra         | Sant Esteve Sesrovires | polígon industrial |         | 41° 29′ 50″ N, 1° 53′ 04″ E / 41.4971273007354°N,1.88438695081299°E |           |                     | Modifica les dades a Wikidata |
|        | Polígon industrial de Sesrovires | Sant Esteve Sesrovires | polígon industrial |         | 41° 28′ 53″ N, 1° 52′ 40″ E / 41.4814083045668°N,1.87776944898907°E |           |                     | Modifica les dades a Wikidata |
|        | el Polígon Seat                  | Sant Esteve Sesrovires | polígon industrial |         | 41° 29′ 49″ N, 1° 54′ 06″ E / 41.4969055140657°N,1.90158283542863°E |           |                     | Modifica les dades a Wikidata |

## pont
| imatge | Nom                       | Ubicat a               | instància de | Detalls                                                           | coordenades                                                          | Protecció | Commons (més fotos)                    | Dades a WD                    |
| ------ | ------------------------- | ---------------------- | ------------ | ----------------------------------------------------------------- | -------------------------------------------------------------------- | --------- | -------------------------------------- | ----------------------------- |
|        | Pont de Can Serra         | Sant Esteve Sesrovires | pont         |                                                                   | 41° 29′ 47″ N, 1° 52′ 33″ E / 41.4963584109741°N,1.87572631144615°E  |           |                                        | Modifica les dades a Wikidata |
|        | Pont sota la via del tren | Sant Esteve Sesrovires | pont         | 1865 Hi passa: línia Barcelona-Vilafranca-Tarragona Estat: malmès | 41° 27′ 50″ N, 1° 53′ 36″ E / 41.46385°N,1.89328°E ca:Camí del Maset |           | Pont del tren a Sant Esteve Sesrovires | Modifica les dades a Wikidata |

## pou
| imatge | Nom                                     | Ubicat a               | instància de              | Detalls                                  | coordenades                                                                            | Protecció | Commons (més fotos) | Dades a WD                    |
| ------ | --------------------------------------- | ---------------------- | ------------------------- | ---------------------------------------- | -------------------------------------------------------------------------------------- | --------- | ------------------- | ----------------------------- |
|        | Pou de ca n'Estella (1)                 | Sant Esteve Sesrovires | pou element arquitectònic | 20th century                             | 41° 29′ 32″ N, 1° 53′ 21″ E / 41.49219°N,1.88916°E ca:Polígon Industrial Ca n'Estella. |           |                     | Modifica les dades a Wikidata |
|        | Pou de ca n'Estella (2)                 | Sant Esteve Sesrovires | pou element arquitectònic | Estil: arquitectura popular 20th century | 41° 29′ 29″ N, 1° 53′ 21″ E / 41.49134°N,1.88904°E ca:Polígon Industrial Ca n'Estella. |           |                     | Modifica les dades a Wikidata |
|        | pou principal del Parc Canals i Nubiola | Sant Esteve Sesrovires | pou                       | 1950                                     | 41° 29′ 43″ N, 1° 52′ 05″ E / 41.49529°N,1.86816°E ca:Parc Canals i Nubiola            |           |                     | Modifica les dades a Wikidata |

## rellotge de sol
| imatge | Nom                                         | Ubicat a               | instància de                          | Detalls                                  | coordenades | Protecció | Commons (més fotos) | Dades a WD                    |
| ------ | ------------------------------------------- | ---------------------- | ------------------------------------- | ---------------------------------------- | --- | --------- | ------------------- | ----------------------------- |
|        | Rellotge de Sol, Can Julià de la Riera      | Sant Esteve Sesrovires | rellotge de sol element arquitectònic | Estil: arquitectura popular 20th century | 41° 29′ 12″ N, 1° 52′ 15″ E / 41.48676°N,1.8708°E ca:Ctra. de Sant Esteve Sesrovires, km. 1.                             |           |                     | Modifica les dades a Wikidata |
|        | rellotge de sol de Ca n'Amat (2)            | Sant Esteve Sesrovires | rellotge de sol element arquitectònic | 20th century                             | 41° 30′ 24″ N, 1° 52′ 34″ E / 41.50671°N,1.87616°E ca:Ca n'Amat. Urbanització Ca n'Amat s/n. Autovia A-2 (N-II) km. 585. |           |                     | Modifica les dades a Wikidata |
|        | rellotge de sol de Ca n'Estella (1)         | Sant Esteve Sesrovires | rellotge de sol element arquitectònic | 1990                                     | 41° 29′ 32″ N, 1° 53′ 21″ E / 41.49231°N,1.88911°E ca:Masia Ca n'Estella, s/n                                            |           |                     | Modifica les dades a Wikidata |
|        | rellotge de sol de Ca n'Estella (2)         | Sant Esteve Sesrovires | rellotge de sol element arquitectònic |                                          | 41° 29′ 32″ N, 1° 53′ 19″ E / 41.49222°N,1.8887°E ca:Masia Ca n'Estella, s/n                                             |           |                     | Modifica les dades a Wikidata |
|        | rellotge de sol de la masia Bach            | Sant Esteve Sesrovires | rellotge de sol element arquitectònic | 20th century                             | 41° 29′ 20″ N, 1° 51′ 08″ E / 41.48887°N,1.85234°E ca:Ctra. de Martorell a Capellades, km. 20,5.                         |           |                     | Modifica les dades a Wikidata |
|        | rellotge de sol, ca n'Amat (1)              | Sant Esteve Sesrovires | rellotge de sol element arquitectònic | 20th century                             | 41° 30′ 24″ N, 1° 52′ 34″ E / 41.50671°N,1.87616°E ca:Ca n'Amat. Urbanització Ca n'Amat s/n. Autovia A-2 (N-II) km. 585. |           |                     | Modifica les dades a Wikidata |
|        | rellotge de sol, carrer Serafí Julià, 26-28 | Sant Esteve Sesrovires | rellotge de sol element arquitectònic | 20th century                             | 41° 29′ 38″ N, 1° 52′ 23″ E / 41.49399°N,1.87299°E ca:Carrer Serafí Julià, 26-28                                         |           |                     | Modifica les dades a Wikidata |

## túnel
| imatge | Nom            | Ubicat a               | instància de | Detalls | coordenades                                                         | Protecció | Commons (més fotos) | Dades a WD                    |
| ------ | -------------- | ---------------------- | ------------ | ------- | ------------------------------------------------------------------- | --------- | ------------------- | ----------------------------- |
|        | la Mina Curta  | Sant Esteve Sesrovires | túnel        |         | 41° 30′ 16″ N, 1° 50′ 46″ E / 41.5044767414733°N,1.8460025107044°E  |           |                     | Modifica les dades a Wikidata |
|        | la Mina Llarga | Sant Esteve Sesrovires | túnel        |         | 41° 30′ 20″ N, 1° 50′ 58″ E / 41.5055927058896°N,1.84950543714099°E |           |                     | Modifica les dades a Wikidata |

## Misc
| imatge | Nom                                         | Ubicat a                                      | instància de                   | Detalls                                   | coordenades | Protecció                                  | Commons (més fotos)                  | Dades a WD                    |
| ------ | ------------------------------------------- | --------------------------------------------- | ------------------------------ | ----------------------------------------- | --- | ------------------------------------------ | ------------------------------------ | ----------------------------- |
|        | Can Bargalló                                | Sant Esteve Sesrovires Sant Llorenç d'Hortons | urbanització                   |                                           | 41° 27′ 35″ N, 1° 52′ 55″ E / 41.4597967832494°N,1.88208148665334°E                                                                                              |                                            |                                      | Modifica les dades a Wikidata |
|        | Carrer Serafí Julià                         | Sant Esteve Sesrovires                        | carrer conjunt urbà            |                                           | 41° 29′ 38″ N, 1° 52′ 23″ E / 41.49389°N,1.87309°E 41° 29′ 38″ N, 1° 52′ 23″ E / 41.49385452270508°N,1.8731509447097776°E ca:Carrer Serafí Julià ca:Serafí Julià |                                            |                                      | Modifica les dades a Wikidata |
|        | Dipòsit de la plaça de la Coma              | Sant Esteve Sesrovires                        | dipòsit d'aigua                | 20th century                              | 41° 29′ 47″ N, 1° 52′ 10″ E / 41.49635°N,1.86957°E ca:Plaça de la Coma                                                                                           |                                            |                                      | Modifica les dades a Wikidata |
|        | Estació de Sant Esteve Sesrovires           | Sant Esteve Sesrovires                        | estació de ferrocarril edifici |                                           | 41° 29′ 51″ N, 1° 52′ 21″ E / 41.497597222222°N,1.8724916666667°E ca:Passeig de l'Estació                                                                        |                                            |                                      | Modifica les dades a Wikidata |
|        | Habitatges, carrer Germans Bach, 21-23      | Sant Esteve Sesrovires                        | edifici residencial edifici    | 19th century                              | 41° 29′ 41″ N, 1° 52′ 18″ E / 41.49461°N,1.8718°E ca:Carrer dels Germans Bach, 21-23.                                                                            |                                            |                                      | Modifica les dades a Wikidata |
|        | Manufactures Isart, SA                      | Sant Esteve Sesrovires                        | edifici industrial edifici     | 1952                                      | 41° 29′ 32″ N, 1° 52′ 29″ E / 41.49215°N,1.87483°E ca:Carrer Pau Casals, núm. 2                                                                                  |                                            |                                      | Modifica les dades a Wikidata |
|        | Molí de can Bargalló                        | Sant Esteve Sesrovires                        | molí de vent                   | 20th century Estat: malmès                | 41° 27′ 30″ N, 1° 52′ 57″ E / 41.45823°N,1.88249°E ca:Can Bargalló                                                                                               |                                            |                                      | Modifica les dades a Wikidata |
|        | Resclosa                                    | Sant Esteve Sesrovires                        | assut                          | 20th century                              | 41° 27′ 33″ N, 1° 53′ 05″ E / 41.45929°N,1.8847°E ca:Al riu Anoia, sota Can Bargalló                                                                             |                                            |                                      | Modifica les dades a Wikidata |
|        | Rotonda de can Domènech                     | Sant Esteve Sesrovires                        | mobiliari urbà                 | 2007                                      | 41° 30′ 02″ N, 1° 52′ 57″ E / 41.50052°N,1.88256°E ca:Rotonda de Can Domènech, al Camí de Ca n'Amat                                                              |                                            |                                      | Modifica les dades a Wikidata |
|        | Safareig públic                             | Sant Esteve Sesrovires                        | safareig                       | 20th century                              | 41° 29′ 46″ N, 1° 51′ 59″ E / 41.49624°N,1.86646°E ca:Parc Canals i Nubiola.                                                                                     |                                            |                                      | Modifica les dades a Wikidata |
|        | canal de reg                                | Sant Esteve Sesrovires                        | séquia                         | 20th century                              | 41° 27′ 59″ N, 1° 54′ 17″ E / 41.46641°N,1.90486°E ca:Riba esquerra del riu Anoia.                                                                               |                                            |                                      | Modifica les dades a Wikidata |
|        | capella del Cementiri                       | Sant Esteve Sesrovires                        | capella edifici                | 19th century                              | 41° 29′ 23″ N, 1° 52′ 44″ E / 41.48985°N,1.87885°E ca:Camí de Can Prats, s/n                                                                                     |                                            |                                      | Modifica les dades a Wikidata |
|        | casa consistorial de Sant Esteve Sesrovires | Sant Esteve Sesrovires                        | casa consistorial              |                                           | 41° 29′ 36″ N, 1° 52′ 28″ E / 41.4932758°N,1.8744694°E |                                            |                                      | Modifica les dades a Wikidata |
|        | el Parc del Llac                            | Sant Esteve Sesrovires                        | jardí urbà                     | 20th century                              | 41° 30′ 28″ N, 1° 52′ 48″ E / 41.5078°N,1.88011°E ca:Urbanització Ca n'Amat                                                                                      |                                            |                                      | Modifica les dades a Wikidata |
|        | església de Sant Esteve Sesrovires          | Sant Esteve Sesrovires                        | església                       | Estil: historicisme arquitectònic 1880s   | 41° 29′ 36″ N, 1° 52′ 25″ E / 41.493204°N,1.8736189°E ca:Plaça del Dr. Tarrés                                                                                    | bé integrant del patrimoni cultural català | Església de Sant Esteve Sesrovires   | Modifica les dades a Wikidata |
|        | la Torrassa                                 | Sant Esteve Sesrovires                        | torre de defensa               | Estil: arquitectura romànica 13rd century | 41° 28′ 02″ N, 1° 54′ 30″ E / 41.4672016°N,1.9083175°E ca:Crtra. del Pou del Merli                                                                               | bé integrant del patrimoni cultural català | La Torrassa (Sant Esteve Sesrovires) | Modifica les dades a Wikidata |